# Srijem
Srijem falu Horvátországban Kapronca-Kőrös megyében. Közigazgatásilag Sokolovachoz tartozik.

## Fekvése
Kaproncától 13 km-re délnyugatra, községközpontjától 4 km-re délre a  Bilo-hegység nyugati részén fekszik.

## Története
A falunak 1857-ben 215, 1910-ben 285 lakosa volt. Trianonig Belovár-Kőrös vármegye Kaproncai járásához tartozott. 2001-ben a falunak 222 lakosa volt.

## Külső hivatkozások
Sokolovac község hivatalos oldala